# Raymond James Vonesh
Raymond James Vonesh (* 25. Januar 1916 in Cicero, Illinois; † 16. August 1991 in Mokena) war ein US-amerikanischer römisch-katholischer Geistlicher und Weihbischof in Joliet in Illinois.

## Leben
Raymond James Vonesh besuchte die St. Leonard Elementary School in Berwyn sowie danach die St. Philip High School und das Quigley Preparatory Seminary in Chicago. Anschließend studierte er Philosophie und Katholische Theologie am St. Mary  of the Lake Seminary in Mundelein. Vonesh empfing am 3. Mai 1941 durch den Erzbischof von Chicago, Samuel Stritch, das Sakrament der Priesterweihe.
Von 1941 bis 1946 war Raymond James Vonesh als Pfarrvikar der Pfarrei Sacred Heart in Chicago tätig, bevor er Pfarrvikar an der Holy Name Cathedral wurde. 1947 wurde Vonesh für weiterführende Studien nach Rom entsandt, wo er 1949 an der Päpstlichen Universität Gregoriana ein Lizenziat im Fach Kanonisches Recht erwarb. Nach der Rückkehr in seine Heimat wurde er Notar und Richter am Kirchengericht des Erzbistums Chicago sowie später zudem Prokurator des Priesterseminars St. Mary  of the Lake. 1957 verlieh ihm Papst Pius XII. den Titel Päpstlicher Geheimkämmerer und 1959 Papst Johannes XXIII. den Titel Päpstlicher Hausprälat. 1967 wechselte Vonesh auf Bitten von Bischof Romeo Roy Blanchette in das Bistum Joliet in Illinois, wo er Generalvikar wurde.
Am 5. Januar 1968 ernannte ihn Papst Paul VI. zum Titularbischof von Vanariona und zum Weihbischof in Joliet in Illinois. Der Erzbischof von Chicago, John Kardinal Cody, spendete ihm am 3. April desselben Jahres in der Kathedrale St. Raymond Nonnatus in Joliet die Bischofsweihe; Mitkonsekratoren waren der Bischof von Joliet in Illinois, Romeo Roy Blanchette, und der Bischof von Madison, Cletus Francis O’Donnell. Sein Wahlspruch Faith Rooted in Love („Glaube verwurzelt in der Liebe“) stammt aus Eph 3,17 . Als Weihbischof war Raymond James Vonesh Pfarrer der Pfarrei St. Patrick in Joliet sowie Bischofsvikar für die Hispanics und die Ständigen Diakone. Im Juni 1988 wurde er zudem Kaplan der Franciscan Sisters of the Sacred Heart in Mokena. Ferner wirkte Vonesh von 1981 bis 1982 als Pfarradministrator der Pfarrei St. Walter in Roselle.
Papst Johannes Paul II. nahm am 7. Mai 1991 das von Raymond James Vonesh aus Altersgründen vorgebrachte Rücktrittsgesuch an.